# Ivan Sussanin
Ivan Ossipovitx Sussanin (rus: Иван Осипович Сусанин), mort el 1613, fou un heroi nacional i màrtir rus de principis del segle xvii.
Segons la llegenda, va ser reclutat per un destacament polonès durant l'hivern de 1612-1613 en qualitat de guia al seu poble de Domnino, prop d'on s'ocultava el tsar Mikhaïl Fiódorovitx Romànov. Va enganyar els polonesos i els va dur a un bosc pantanós, on va ser assassinat per negar-se a indicar el camí correcte.

## El context històric
Entre 1598 i 1613, el Tsarat Rus va experimentar un període de greu inestabilitat política, el «Període Tumultuós», que va finalitzar després de l'ascensió de Mikhaïl Fiódorovitx Romànov, el fundador de la dinastia Romànov que va regnar Rússia fins al 1917.
El poble de Domnino solia ser el lloc on residia Ksénia Xestova, esposa del boiar Fiódor Romànov i mare de Mikhaïl Romànov. Mikhaïl va ser elegit unànimement tsar de Rússia pel Zemski Sobor l'11 de febrer de 1613, però no va ser fins al 24 de març que els delegats del consell descobreixen el jove tsar i la seva mare al monestir d'Ipàtiev, prop de Kostromà. Ella va protestar perquè el seu fill era massa jove per a exercir aquest càrrec en temps tan problemàtics. A l'últim moment, Mikhaïl va acceptar el tron.
Va ser llavors quan les tropes poloneses van ocupar el territori rus. Donaven suport al rei polonès Segimon III Vasa, que reclamava la corona de Rússia en nom del seu fill Ladislau IV Vasa, tot i l'elecció de Mikhaïl Romànov. El Regne de Polònia es trobava llavors en la cúspide del seu poder, i juntament amb el Gran Ducat de Lituània constituïen la República de les Dues Nacions.

## Els fets
En 1619, un tal Bogdan Sobinine, del poble de Domnino proper a Kostromà, va rebre del tsar Mikhaïl Romànov la meitat del poble de Derevitchi. Segons la carta reial conservada fins als nostres dies, aquestes terres li van ser concedides en reconeixement de les gestes del seu padrastre, Ivan Sussanin.
Les cartes successives (1641, 1691 i 1837) repeteixen fidelment les paraules de la carta de 1619. Ivan Sussanin havia estat «interrogat i torturat pels polonesos i lituans, per a saber on era el gran tsar. Però malgrat que ho sabia, no va dir res i va ser torturat fins a la mort».
A principis del segle xix, aquestes cartes van atreure l'atenció dels primers historiadors russos que van fer d'Ivan Sussanin un heroi nacional i un símbol de la devoció del poble pel tsar. A continuació, es va desenvolupar gradualment la llegenda.

## La llegenda

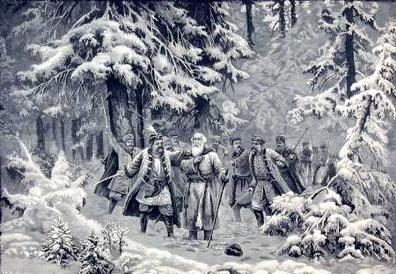
Una obra del que representa els últims moments d'Ivan Sussanin

Els polonesos van haver de desplegar tropes per a trobar i assassinar el jove tsar. En ser informats de la presència del tsar al voltant de Kostromà, van enviar-hi un destacament. Els polonesos no estaven familiaritzats amb la zona i, per tant, van demanar ajuda als seus habitants.
En un bosc prop del poble, van demanar a Ivan Sussanin si podia guiar-los per una drecera pel bosc fins al monestir d'Ipàtiev, on es trobava Mikhaïl Romànov. Els polonesos van seguir Ivan Sussanin i mai més es va saber d'ells. Es diu que Sussanin els va dur cap a la profunditat del bosc i els polonesos no van poder trobar la sortida, on van morir de fred durant la nit.
No obstant això, Sussanin havia enviat en secret el seu fillastre petit per un camí diferent. Ell va poder avisar a Mikhaïl Romànov i els monjos el van ocultar per a protegir-lo de les tropes poloneses.
Gràcies a això, Mikhaïl va poder governar Rússia durant 32 anys, fundant així la dinastia Romànov.

## Commemoració

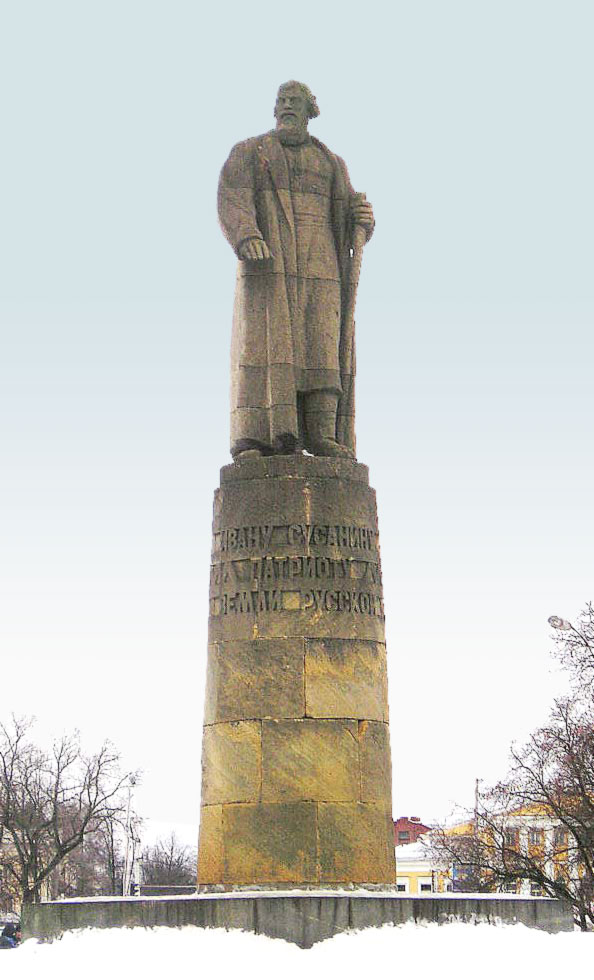
Monument de Sussanin a Kostromà

La llegenda d'Ivan Sussanin es va convertir durant segles en la pedra angular de la propaganda tsarista.
Kondrati Fiódorovitx Riléiev glorificava la gesta en un poema.
Catterino Cavos, compositor italià establert a Rússia, va compondre l'òpera Ivan Sussanin (Иван Сусанин) sobre un llibret del príncep Alexander Xakhovskoï, òpera estrenada el 30 d'octubre de 1815 (O.S. 19 d'octubre) a Sant Petersburg.
Mikhaïl Glinka va escriure el 1836 la primera òpera d'un autor rus sobre el mateix tema, Una vida pel tsar (Жизнь за царя), estrenada al Teatre Bolxoi Kàmenni de Sant Petersburg, en presència del tsar Nicolau I de Rússia, el 9 de desembre de 1836. Durant el període soviètic, aquesta òpera va ser oficialment rebatejada amb el nom d'Ivan Sussanin, i es va posar èmfasi en el fet polonès, en lloc de la preservació de la vida del tsar. L'òpera va recuperar el seu títol original després de la desaparició de la Unió Soviètica.
En 1838, Nicolau I de Rússia va ordenar la construcció d'un monument a l'heroi a Kostromà. Va ser destruïda pels bolxevics, perquè incloïa una representació del tsar, i va ser reemplaçada per una estàtua més adequada a l'estil soviètic.
El 1913, amb motiu del tricentenari de la dinastia dels Romànov, la llegenda va ser recuperada en dues pel·lícules:
- La puixança de la Casa dels Romànov (Воцарение Дома Романовых, 1613)
- El Tricentenari del regnat de la Casa dels Romànov (Трехсотлетие царствования дома Романовых, 1613-1913)

Després de la Revolució Russa, el nou govern revolucionari va reputar a Sussanin com un servent a l'autocràcia dels Romànov. Després va tractar d'excloure el nom de Sussanin de la història de Rússia, però la moralitat de Sussanin va ser tan impressionant que, a finals de la dècada de 1930, l'actitud davant del famós camperol va canviar i va ser comptat entre els herois llegendaris de la pàtria soviètica. A finals de la dècada de 1980, quan Rússia va començar a tornar a les seves autèntiques les tradicions i idees, l'actitud tradicional de Rússia cap Sussanin com a personalitat i la seva obra també va ser canviada.

### Oposició
Nikolai Ivànovitx Kostomàrov, historiador opositor al règim tsarista, va ser el primer, al segle xix, d'impugnar la veracitat de la història. Ell es va quedar perplex pel fet que va ser al monestir d'Ipàtiev i no a la ciutat de Domnino on Mikhaïl Romànov residia el 1612. Els seus arguments van ser desestimats pels estudiosos més ortodoxos, com Mikhaïl Pogodin i Serguei Soloviov.
En l'actualitat, a Rússia, la paraula «Sussanin» s'atribueix irònicament a una persona que afirma conèixer el camí però que finalment es demostra el contrari.